# Берггауптман
Берггауптман — найвища посадова особа у середні віки у гірничих роботах певного регіону, чи рудного району. Берггауптман є представником безпосередньо короля або князя.
Наводимо уривок з праці Георга Агріколи De Re Metallica (1556 р.), який саме присвячений опису гірничих посад часів пізнього Середньовіччя:
| Берггауптману підкоряються люди всякого роду , віку та положення. Він керує всією гірничою справою за власним розумінням , наказуючи те, що сприяє успіху гірничої справи , і забороняючи все те , що йде з ним врозріз . Він же намічає стягнення і карає винних. Спірні справи , які не міг дозволити бергмайстеру , він вирішує сам , коли ж і він сам не може вирішити, то дозволяє сторонам вести свою тяжбу в загальносудовому порядку. Він встановлює також правила , призначає і звільняє гірничих посадових осіб , визначає платню тим , хто відає якою-небудь гірничою службою . Він особисто присутній при поданні управителями гір-ничих підприємств квартального прибутково-видаткового звіту. І він у всіх відносинах представляє особу короля або князя і підтримує їх гідність. Так афіняни , поставили Фукідіда , цього знаменитого історика , на чолі рудників на острові Фасосе ( Тасосі ) . |

### Інші історичні посадові особи в гірництві
- Бергмайстер
- Штейгер
- Бергшрайбер (гірничий секретар)
- Гегеншрайбер (діловод по паях)
- Гірничі присяжні (присяжні гірничі наглядачі)